# Jerichow
Jerichow település Németországban, azon belül Szász-Anhalt tartományban. Lakosainak száma 6708 fő (2023. december 31.). Jerichow Wusterwitz, Bensdorf és Rosenau községekkel határos.

## Népesség
A település népességének változása:
| Lakosok száma | 6959 | 6858 | 6788 | 6786 | 6708 |
|               | 2017 | 2019 | 2021 | 2022 | 2023 |